# Valletta (spettacolo)
Il termine valletta viene usato per indicare il ruolo di assistente del conduttore di un gioco a premi, di un varietà o di un qualsiasi evento spettacolare (festival, concorso di bellezza, gara sportiva).
Il ruolo di valletta è svolto di solito da donne di bella presenza ma non necessariamente dotate di particolari qualità sceniche o di talento nella recitazione, nel canto o nel ballo. Per questo motivo il termine valletta non può essere sinonimo di soubrette o di showgirl, in quanto questi due termini prevedono la capacità di intrattenere il pubblico con numeri di canto, di ballo, di recitazione e a volte anche di vera e propria conduzione e animazione dello spettacolo.

## Mike Bongiorno eLascia o raddoppia?
La valletta in Italia nasce con le trasmissioni a quiz, la prima e la più celebre delle quali fu, negli anni cinquanta, Lascia o raddoppia? condotta da Mike Bongiorno. Edy Campagnoli (che non fu però la prima ad affiancare il presentatore, ma subentrò a Maria Giovannini) è stata per molti anni il prototipo di valletta televisiva: aggraziata ed elegante ma assolutamente priva di smanie di protagonismo, dopo l'annuncio iniziale si limitava ad accogliere i concorrenti del gioco e a porgere le cartelle e le buste contenenti le domande, spesso senza parlare per tutta la durata della trasmissione.

## Evoluzione conRischiatutto
Quasi vent'anni dopo arriva la svolta con Rischiatutto. La presenza di una valletta finalmente "parlante", studentessa universitaria, che oltre a essere autorizzata a dialogare con i concorrenti e sostenere dei discorsi, sarà addirittura incaricata di controllare il lavoro del conduttore, correggendone ove necessario gli errori e segnalandogli le eventuali distrazioni, verrà considerata dalla stampa una svolta obbligata: con la progressiva affermazione del concetto delle pari opportunità fra i sessi, infatti, la figura della valletta, muta e sempre subordinata al conduttore, aveva cominciato ad essere contestata e ad essere ritenuta umiliante per la donna anche se, con l'andare del tempo, alle mansioni tradizionalmente attribuitele ne erano state talvolta aggiunte altre al fine di dare maggiore completezza e dignità al personaggio.

## Ildopo Arbore
Negli anni ottanta la televisione sarà finalmente in grado di ironizzare su se stessa e quindi anche sul ruolo della valletta. Significative a questo proposito le intuizioni di Renzo Arbore, che nello spettacolo Tagli, ritagli e frattaglie capovolge i ruoli proponendo una figura di valletta carica di casereccio erotismo che è in realtà essa stessa la "conduttrice" di un gioco di seduzione di cui i due presentatori (lo stesso Arbore e Luciano De Crescenzo) finiscono per essere vittime. 
Nel successivo Indietro tutta!, le vallette vengono con sarcasmo soprannominate ragazze coccodè e vestono letteralmente i panni di galline. Impiegate in insulsi e grotteschi balletti che fanno da stacco tra un numero e l'altro della trasmissione, prefigurano la rivoluzione che sarà determinata di lì a poco dalle televisioni commerciali, che in seguito attribuiranno un nome particolare alle vallette di ogni singola trasmissione: dalle ragazze fast food del Drive in alle ragazze cin cin di Colpo grosso, dalle veline di Striscia la notizia alle letterine di Passaparola.